# Piçarra (rocha)
Piçarra é uma rocha alterada. Seus grãos são formados por minúsculos cristais arredondados. Suas características são muito semelhantes ao saibro.
Ocorrências de piçarra, atendendo parâmetros adequados de compactação, podem constituir importantes jazidas de material usado na preparação de leitos de estradas.